# Weissia borbonica
Weissia borbonica là một loài Rêu trong họ Pottiaceae. Loài này được (Bizot & Onr. ex Onr.) Arts mô tả khoa học đầu tiên năm 2005.